# Markus Bösiger
Markus Bösiger (20 de agosto de 1957) es un piloto suizo de automovilismo. Ha participado en el Campeonato de Europa de Camiones, o ETRC por sus siglas en inglés,  organizado por la FIA, donde fue campeón en 2007, mientras que fue  segundo en 2001, 2008 y 2010. Antes de pilotar camiones, se dedicaba al pilotaje de motos, y participó en el Campeonato del Mundo de Motociclismo.

## Biografía

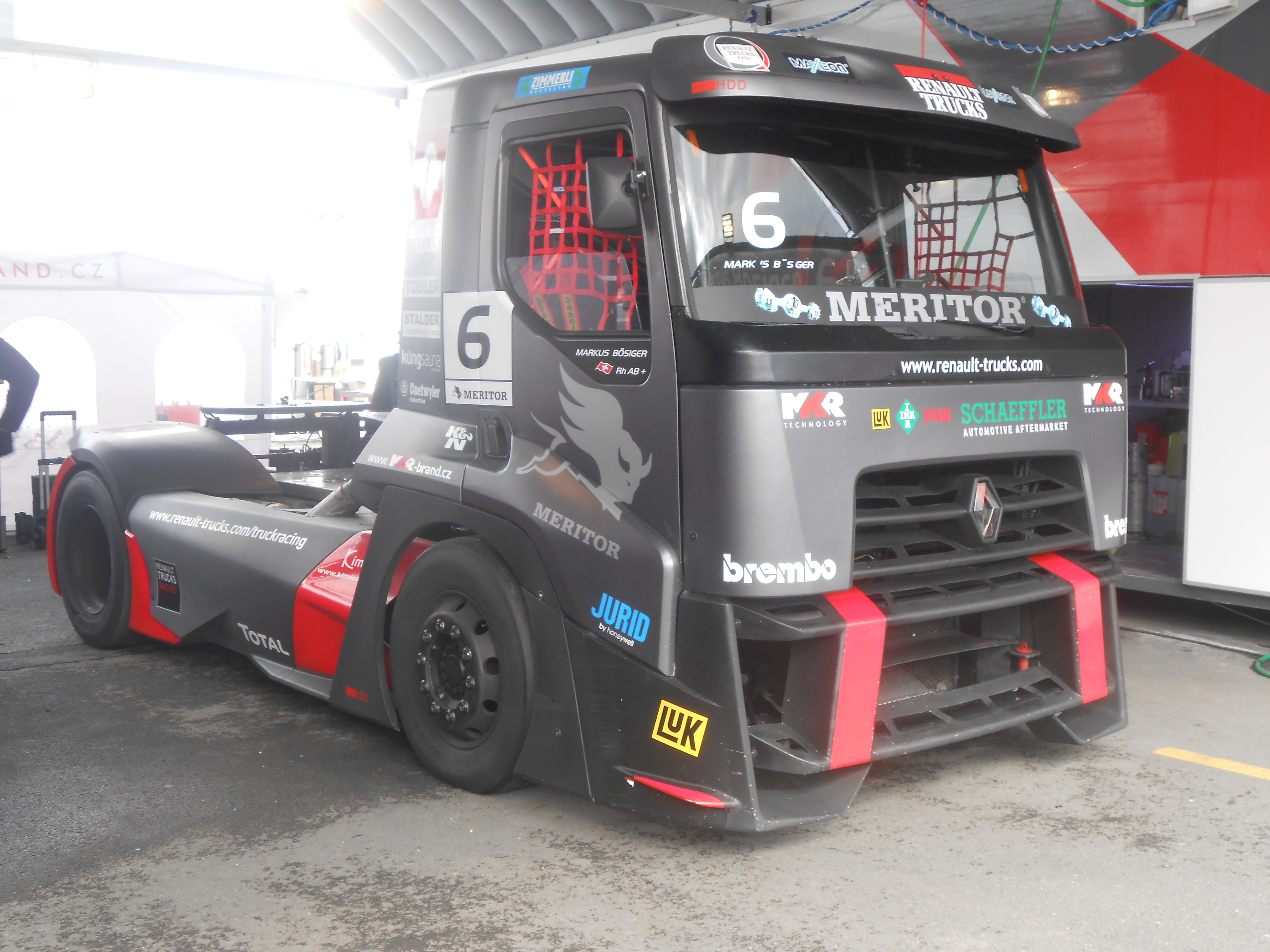
Camión Renault Premium de Markus Bösiger MKR Technology, en las 24 horas de Le Mans 2013.

Entre los años 1991 y 1993 participó en el Campeonato del Mundo de Motociclismo.
Tras abandonar el Mundial de Motociclismo, el piloto empezó a competir en carreras de Camiones. Debutó en el año 1999, en el que acabó décimo en su categoría (hasta 2006 el campeonato no estaba unificado, sino que estaba dividido en categorías y se denominaba Copa de Europa de Carreras de Camiones). El año siguiente mejoró sus resultados y consiguió ser octavo en la categoría en la que competía, Super Camiones de Carreras.
En 2001 fue subcampeón del Europeo de Camiones en la categoría de Super Camiones de Carreras, con un camión MAN. En 2002 fue quinto en la misma categoría. Durante las temporadas de los años 2003 y 2004 no compitió. 
Regresó en a temporada del año 2005, en la que de nuevo fue quinto. En 2006 fue sexto, con 172 puntos, ganando una carrera.
En la temporada del Campeonato de Europa de Camiones  del año 2007 fue campeón pilotando un Freightliner del equipo Buggyra, quedando por delanate de Antonio Albacete y de David Vršecký. Además, ganó el Campeonato por equipos para su equipo, Buggyra, junto a su compañero Vršecký. 
Empezó la temporada de manera prácticamente inmejorable, ganando las dos poles y tres de las cuarto carreras en Barcelona. En el siguiente Gran Premio, en Zolder, volvió a ganar las dos poles, pero esta vez ganó las cuatro carreras. Ese año logró una victoria en Albacete, dos victorias en Francia, dos poles  y tres victorias en Alemania, una victoria en el Le Mans, una pole y dos victorias en Misano, y una pole en el Jarama. Consiguió un total de 8 de las 18poles y ganó 16 de las 32 carreras. Sin embargo, su conquista del título estuvo cargada de suspense. En el último Gran Premio, en el Circuito del Jarama, Antonio Albacete se proclamó campeón, pero el equipo Buggyra reclamó un adelantamiento en el que Buggyra entendía que Albacete había sacado de pista a David Vršecký, compañero de Bösiger. Un mes más tarde, la FIA dictó que Albacete perdía los puntos obtenidos en esa carrera, lo que le situaba segundo a un solo punto de Bösiger, que se proclamó campeón, en una de las resoluciones más polémicas del ETRC.
En 2008 volvió a ser subcampeón, donde su compañero Vršecký fue el campeón con un Freightliner del equipo Buggyra, y donde el español Antonio Albacete completó el pódium. Volvió a ganar el título de equipos para Buggyra junto a Vršecký. Logró siete poles y ganó catorce carreras. 
En 2009 fue cuarto, ganó tres carreras, consiguió tres poles. Ganó el Campeonato de equipos junto a Vršecký para Buggyra en 2007, 2008 y 2009.
En 2010 fichó por MKR Technology y, a bordo de un Renault, fue de nuevo y por tercera vez subcampeón del ETRC, quedando por detrás del tricampeón Antonio Albacete y por delante del piloto alemán Jochen Hahn. Ese mismo año fue campeón del ETRC en constructores con el equipo MKR Technology, de camión Renault, junto con su compañero Markus Oestreïch. Debutó con victoria en la carrera 1 de Misano, En total esa temporada, consiguió cuatro poles y ganó ocho carreras.
En 2011 fue sexto en la clasificación general (4 poles y dos carreras ganadas), mismo resultado que tuvo en 2012 (1 pole y 2 victorias). En la temporada 2013 quedó clasificado en séptima posición, con cinco victorias. 
En 2014 abandona  MKR Technology y ficha por el Truck Sport Lutz Bernau, por lo que volvió a competir con una camión de la misma marca que con la que debutó, MAN. Acabó sexto en la clasificación general por pilotos. Consiguió cuatro victorias, si bien todas fueron carreras de parrilla invertida. Sin embargo, el mayor éxito de esa temporada fue el título del Campeonato por equipos que consiguió junto al piloto del Equipo Cepsa, Antonio Albacete. Ese fue su último año como piloto de camiones. A lo largo de su trayectoria, y desde la creación del Campeonato de Europa de Carreras de Camiones en 2006, acumuló 57 victorias, siendo el tercer piloto con más victorias.

## Resultados

### Copa de Europa de Camiones
| Año  | Equipo       | Vehículo | Puesto |
| ---- | ------------ | -------- | ------ |
| 1999 | Pneu Bösiger | MAN      | 10     |
| 2000 | Pneu Bösiger | MAN      | 8      |
| 2001 | Pneu Bösiger | MAN      | 2      |
| 2002 | Pneu Bösiger | MAN      | 5      |
| 2005 | Pneu Bösiger | MAN      | 5      |

### Resultados en el Campeonato de Europa de Carreras de Camiones
| Año  | Camión       | N.º | Equipo                         | 1     | 1      | 1     | 1       | 2       | 2       | 2     | 2       | 3       | 3       | 3       | 3     | 4       | 4       | 4     | 4       | 5     | 5      | 5     | 5       | 6     | 6       | 6       | 6       | 7     | 7       | 7       | 7       | 8       | 8       | 8       | 8     | 9     | 9       | 9       | 9       | 10      | 10      | 10      | 10      | 11    | 11      | 11    | 11    | Posición | Puntos |
| ---- | ------------ | --- | ------------------------------ | ----- | ------ | ----- | ------- | ------- | ------- | ----- | ------- | ------- | ------- | ------- | ----- | ------- | ------- | ----- | ------- | ----- | ------ | ----- | ------- | ----- | ------- | ------- | ------- | ----- | ------- | ------- | ------- | ------- | ------- | ------- | ----- | ----- | ------- | ------- | ------- | ------- | ------- | ------- | ------- | ----- | ------- | ----- | ----- | -------- | ------ |
| 2006 | MAN          | 5   | Pneu Bösiger Truck Racing Team | BAR 6 | BAR 14 | BAR 7 | BAR 7   | MIS 6   | MIS 5   | MIS 4 | MIS Ret | ALB 7   | ALB 9   | ALB 6   | ALB 4 | NOG 3   | NOG Ret | NOG 2 | NOG 3   | NUR 4 | NUR 1  | NUR 2 | NUR 6   | MOS 6 | MOS 4   | MOS 4   | MOS 7   | ZOL 9 | ZOL 4   | ZOL Ret | ZOL DNS | JAR 4   | JAR 5   | JAR 3   | JAR 2 | LMS 6 | LMS Ret | LMS 7   | LMS 7   |         |         |         |         |       |         |       |       | 6º       | 172    |
| 2007 | Freightliner | 6   | Buggyra                        | BAR 1 | BAR 1  | BAR 1 | BAR 2   | ZOL 1   | ZOL 1   | ZOL 1 | ZOL 1   | ALB 2   | ALB 2   | ALB 1   | ALB 6 | NOG 1   | NOG 1   | NOG 2 | NOG 2   | NUR 1 | NUR 1  | NUR 1 | NUR Ret | MOS 3 | MOS 2   | MOS Ret | MOS DNS | LMS 3 | LMS 1   | LMS 4   | LMS Ret | MIS 1   | MIS 1   | MIS 2   | MIS 5 | JAR 2 | JAR 2   | JAR Ret | JAR Ret |         |         |         |         |       |         |       |       | 1º       | 378    |
| 2008 | Freightliner | 1   | Buggyra                        | BAR 1 | BAR 6  | BAR 2 | BAR 2   | MIS 3   | MIS 3   | MIS 1 | MIS 1   | ALB 1   | ALB 1   | ALB Ret | ALB 8 | NOG 2   | NOG 1   | NOG 1 | NOG Ret | NUR 1 | NUR 1  | NUR 1 | NUR 5   | MOS 2 | MOS 2   | MOS 1   | MOS 1   | ZOL 2 | ZOL 2   | ZOL 1   | ZOL 6   | LMS 1   | LMS 1   | LMS 6   | LMS 2 | JAR 4 | JAR 3   | JAR 3   | JAR 3   |         |         |         |         |       |         |       |       | 2º       | 393    |
| 2009 | Freightliner | 2   | Buggyra                        | ASS 5 | ASS 3  | ASS 2 | ASS 3   | MIS 1   | MIS 1   | MIS 4 | MIS 2   | ALB 2   | ALB 3   | ALB 5   | ALB 2 | NOG 2   | NOG 6   | NOG 4 | NOG 4   | BAR 5 | BAR 5  | BAR 5 | BAR Ret | NUR 1 | NUR Ret | NUR 2   | NUR 4   | MOS 3 | MOS 3   | MOS 4   | MOS 12  | ZOL Ret | ZOL 6   | ZOL Ret | ZOL 7 | LMS 3 | LMS 6   | LMS 4   | LMS Ret | JAR DNS | JAR DNS | JAR DNS | JAR DNS |       |         |       |       | 4º       | 295    |
| 2010 | Renault      | 4   | MKR Technology                 | MIS 1 | MIS C  | MIS 1 | MIS 7   | ALB 3   | ALB 3   | ALB 4 | ALB Ret | NOG 1   | NOG 6   | NOG 3   | NOG 2 | NUR 3   | NUR 3   | NUR 5 | NUR 6   | SMO 7 | SMO 10 | SMO 3 | SMO 5   | MOS 1 | MOS 12  | MOS 1   | MOS 6   | ZOL 1 | ZOL 6   | ZOL 6   | ZOL 1   | LMS 4   | LMS Ret | LMS 3   | LMS 2 | JAR 1 | JAR 4   | JAR 2   | JAR Ret |         |         |         |         |       |         |       |       | 2º       | 335    |
| 2011 | Renault      | 2   | MKR Technology                 | DON 6 | DON 10 | DON 6 | DON 5   | MIS 6   | MIS Ret | MIS 3 | MIS 6   | ALB 4   | ALB 8   | ALB 6   | ALB 4 | NOG 8   | NOG 4   | NOG 6 | NOG 3   | NUR 9 | NUR 7  | NUR 6 | NUR 2   | SMO 4 | SMO 6   | SMO 3   | SMO 3   | MOS 6 | MOS 2   | MOS 1   | MOS 8   | ZOL 2   | ZOL 6   | ZOL 4   | ZOL 7 | JAR 1 | JAR 11  | JAR Ret | JAR 14  | LMS 10  | LMS 6   | LMS 5   | LMS 3   |       |         |       |       | 6º       | 262    |
| 2012 | Renault      | 6   | MKR Technology                 | EST 4 | EST 7  | EST 6 | EST Ret | MIS Ret | MIS 5   | MIS 7 | MIS 6   | JAR 4   | JAR 6   | JAR 5   | JAR 3 | NOG 4   | NOG 8   | NOG 4 | NOG 7   | DON 5 | DON 5  | DON 4 | DON 8   | NUR 7 | NUR 7   | NUR Ret | NUR 7   | SMO 3 | SMO 13  | SMO 3   | SMO 2   | MOS 5   | MOS Ret | MOS 3   | MOS 5 | ZOL 8 | ZOL 1   | ZOL 3   | ZOL 13  | JAR 5   | JAR 6   | JAR 3   | JAR 5   | LMS 4 | LMS Ret | LMS 1 | LMS 6 | 6º       | 282    |
| 2013 | Renault      | 6   | MKR Technology                 | MIS 4 | MIS 7  | MIS 6 | MIS 14  | NAV 6   | NAV 14  | NAV 7 | NAV 1   | NOG DNS | NOG DNS | NOG 8   | NOG 1 | RBR Ret | RBR 7   | RBR 5 | RBR 4   | NUR 5 | NUR 6  | NUR 7 | NUR Ret | SMO 7 | SMO 1   | SMO 4   | SMO 7   | MOS 6 | MOS Ret | MOS 6   | MOS 7   | ZOL DNS | ZOL DNS | ZOL 8   | ZOL 1 | JAR 6 | JAR 7   | JAR 5   | JAR 3   | LMS 7   | LMS 1   | LMS 6   | LMS 2   |       |         |       |       | 7º       | 201    |
| 2014 | MAN          | 7   | Truck Sport Lutz Bernau        | MIS 3 | MIS 4  | MIS 6 | MIS 5   | NAV 4   | NAV 7   | NAV 3 | NAV 5   | NOG 4   | NOG 3   | NOG 6   | NOG 1 | RBR 5   | RBR 5   | RBR 4 | RBR 3   | NUR 6 | NUR 1  | NUR 6 | NUR 10  | MOS 5 | MOS 13  | MOS 5   | MOS 2   | ZOL 5 | ZOL 1   | ZOL 6   | ZOL Ret | JAR 6   | JAR 11  | JAR 7   | JAR 1 | LMS 6 | LMS 2   | LMS 8   | LMS 7   |         |         |         |         |       |         |       |       | 6º       | 235    |

## Palmarés
Campeón del Campeonato de Europa de Carreras de Camiones de pilotos (2007) en el equipo Buggyra, de camión Freightliner.
Campeón del Campeonato de Europa de carreras de Camiones en la categoría de equipos en 2007, 2008 y 2009 corriendo para Buggyra, junto a su compañero de equipo David Vršecký, con un Freightliner, en 2010, junto a Markus Oestreïch, en el equipo MKR Technology, de camión Renault, y en 2014, corriendo para el Truck Sport Lutz Bernau, junto a Antonio Albacete, piloto del Equipo Cepsa, ambos con MAN.
Subcampeón del Campeonato de Europa de Camiones en la categotía de Super Camión de Carreras (2001) y del Campeonato de Europa de Camiones en 2008, en Buggyra, y 2010, en MKR Technology.
56 victorias en el Campeonato de Europa de Carreras de Camiones.